# Hector Abbas
Hector Abbas (9 de novembro de 1884 — 11 de novembro de 1942) foi um ator de cinema neerlandês, que atuou principalmente em filmes britânicos depois de emigrar para o Reino Unido.